# Лісівська сільська рада (Барський район)
Лісі́вська сільська́ ра́да — адміністративно-територіальна одиниця та орган місцевого самоврядування в Барському районі Вінницької області. Адміністративний центр — село Лісове.

## Загальні відомості
- Територія ради: 32,93 км²
- Населення ради: 797 осіб (станом на 2001 рік)

## Населені пункти
Сільраді були підпорядковані населені пункти:
- с. Лісове
- с. Польове

## Склад ради
Рада складалася з 14 депутатів та голови.
- Голова ради: Вітик Павло Володимирович
- Секретар ради: Олексійко Валентина Іванівна

### Керівний склад попередніх скликань
| Прізвище, ім'я, по батькові | Основні відомості                                                                                          | Дата обрання | Дата звільнення |
| --------------------------- | --- | ------------ | --------------- |
| Вітик Павло Володимирович   | Сільський голова, 1962 року народження, освіта вища, член Соціал-демократичної партії України (об'єднаної) | 26.03.2006   | 31.10.2010      |
| Вітик Павло Володимирович   | Сільський голова, 1962 року народження, освіта вища, безпартійний                                          | 31.10.2010   |                 |

Примітка: таблиця складена за даними сайту Верховної Ради України

### Депутати
За результатами місцевих виборів 2010 року депутатами ради стали:

#### За суб'єктами висування
| Суб'єкт висування                                       | Кількість обраних депутатів | %    |
| ------------------------------------------------------- | --------------------------- | ---- |
| Партія регіонів                                         | 7                           | 50   |
| Політична партія Всеукраїнське об'єднання «Батьківщина» | 3                           | 21,4 |
| Самовисування                                           | 3                           | 21,4 |
| Комуністична партія України                             | 1                           | 7,1  |

#### За округами
| № округу                                                | Прізвище, ім'я, по батькові      | Дата визнання обраним | Освіта  | Партійна приналежність                        | Відомості про обраного депутата                              |
| ------------------------------------------------------- | -------------------------------- | --------------------- | ------- | --------------------------------------------- | ------------------------------------------------------------ |
| Комуністична партія України                             |                                  |                       |         |                                               |                                                              |
| 10                                                      | Гриновецький Анатолій Григорович | 01.11.2010            | середня | член Комуністичної партії України             | пенсіонер                                                    |
| Партія регіонів                                         |                                  |                       |         |                                               |                                                              |
| 1                                                       | Бойко Тетяна Василівна           | 01.11.2010            | середня | член Партії регіонів                          | Лісівська загальноосвітня школа, кухар                       |
| 3                                                       | Олексійко Валентина Іванівна     | 01.11.2010            | середня | позапартійна                                  | Лісівська сільська рада, секретар                            |
| 4                                                       | Вітик Емілія Іванівна            | 01.11.2010            | вища    | позапартійна                                  | Лісівська загальноосвітня школа, вчитель                     |
| 5                                                       | Борисова Паша Олександрівна      | 01.11.2010            | вища    | член Партії регіонів                          | Лісівська загальноосвітня школа, директор                    |
| 7                                                       | Закшевська Любов Василівна       | 01.11.2010            | середня | член Партії регіонів                          | Лісівська сільська рада, касир                               |
| 9                                                       | Борисова Лариса Едуардівна       | 01.11.2010            | вища    | член Партії регіонів                          | Лісівська загальноосвітня школа, вчитель                     |
| 12                                                      | Наумова Олена Василівна          | 01.11.2010            | середня | позапартійна                                  | Полівський фельдшерсько-акушерський пункт, молодша медсестра |
| Політична партія Всеукраїнське об'єднання «Батьківщина» |                                  |                       |         |                                               |                                                              |
| 2                                                       | Примак Валентина Вікторівна      | 01.11.2010            | середня | позапартійна                                  | Лісівський фельдшерсько-акушерський пункт, молодша медсестра |
| 6                                                       | Олексійко Святослав Іванович     | 01.11.2010            | середня | позапартійний                                 | Особисте селянське підсобне господарство                     |
| 8                                                       | Олійниченко Марія Ігнатівна      | 01.11.2010            | вища    | член Всеукраїнського об'єднання «Батьківщина» | ФГ «Єфрем», бухгалтер                                        |
| Самовисування                                           |                                  |                       |         |                                               |                                                              |
| 11                                                      | Семенова Галина Володимирівна    | 16.12.2013            | вища    | позапартійна                                  | тимчасово не працює                                          |
| 13                                                      | Пасічник Ніна Іванівна           | 01.11.2010            | середня | позапартійна                                  | особисте селянське підсобне господарство                     |
| 14                                                      | Качур Галина Василівна           | 19.02.2012            | середня | член Партії регіонів                          | ТОВ «Краєвид Поділля», обліковець                            |